# Geheimnisvolle Insel (Fernsehserie)
Geheimnisvolle Insel ist eine in den Jahren 1994 und 1995 entstandene, kanadisch-neuseeländische Fernsehserie, die durch den Roman Die geheimnisvolle Insel von Jules Verne inspiriert wurde. Sie umfasst 22 Episoden, die der kanadische Fernsehsender Family Channel 1995 erstmals zeigte. Die deutsche Erstausstrahlung erfolgte 1997 durch RTL II.

## Handlung
Eine Gruppe von Flüchtlingen, die dem Amerikanischen Bürgerkrieg in einem Heißluftballon zu entkommen versuchen, stranden auf einer scheinbar unbewohnten Insel im Pazifischen Ozean. Wartend auf ein rettendes Schiff, gelingt es ihnen, eine provisorische Unterkunft zu errichten. Im Laufe der Zeit kommt bei den Gestrandeten der Verdacht auf, dass sie durch eine unsichtbare Kraft beobachtet und bedroht werden.